# 1485
Пізнє Середньовіччя •  Відродження •  Реконкіста •  Ганза •  Ацтецький потрійний союз •  Імперія інків

## Геополітична ситуація
Османську державу очолює Баязид II (до 1512). Імператором Священної Римської імперії є Фрідріх III. У Франції королює Карл VIII Люб'язний (до 1498).
Апеннінський півострів розділений: північ формально належить Священній Римській імперії, середню частину займає Папська область, південь належить Неаполітанському королівству. Могутніми державними утвореннями півночі є Венеційська республіка, Флорентійська республіка, Генуезька республіка та герцогство Міланське.
Кастилія і Леон та Арагонське королівство об'єднані в Іспанське королівство, де правлять католицькі королі Фердинанд II Арагонський (до 1516) та Ізабелла I Кастильська (до 1504).
В Португалії королює Жуан II (до 1495). Під владою маврів залишилися тільки землі на самому півдні Піренейського півострова.
Генріх VII є королем Англії (до 1509), королем Данії та Норвегії — Юхан II (до 1513), Швецію очолює регент Стен Стуре Старший (до 1497). Королем Угорщини є Матвій Корвін (до 1490), а Богемії — Владислав II Ягелончик. У Польщі королює, а у Великому князівстві Литовському княжить Казимир IV Ягеллончик (до 1492).
Галичина входить до складу Польщі. Волинь належить Великому князівству Литовському. Московське князівство очолює Іван III Васильович (до 1505).
На заході євразійських степів від Золотої Орди відокремилися Казанське ханство, Кримське ханство, Ногайська орда. У Єгипті панують мамлюки. У Китаї править династія Мін. Значними державами Індостану є Делійський султанат, Бахмані, Віджаянагара. В Японії триває період Муроматі.
У Долині Мехіко править Ацтецький потрійний союз на чолі з Тісоком (до 1486). Цивілізація мая переживає посткласичний період. В Імперії інків править Тупак Юпанкі (до 1493).

## Події
- Містечку Золотники (нині село у Теребовлянському районі Тернопільської області) надано магдебурзьке право.
- Засновано село Шманьківці — сьогодні Чортківський район, Тернопільська область.
- Московське князівство захопило місто Твер.
- 22 серпня в останній вирішальній битві Війни Троянд війська короля Річарда III були розбиті в бою біля Босворта, а сам король був убитий. Переможець, Генрі Тюдор згодом став королем Англії під іменем Генріх VII, першим з династії Тюдорів, що правила країною до смерті королеви Єлизавети в 1603 році.
- В Англії спалахнула епідемія пітної хвороби.
- Угорський король Матвій Корвін захопив Відень та Верхню і Нижню Австрію.
- У Франції спалахнула війна, що отримала назву Божевільної. Це були заколоти аристократії на чолі з Людовиком Орлеанським проти регентства Анни де Боже. Водночас Анна де Боже вела війну за Бретань, проти герцога якої повстали місцеві феодали, звернувшись за підтримкою до французької корони.
- Вийшла друком перша книга з архітектури авторства Леона-Баттісти Альберті.